# Dąbrowa (Michnówka)
Dąbrowa – kolonia wsi Michnówka w Polsce, położona w województwie podlaskim, w powiecie hajnowskim, w gminie Narewka.
W latach 1975–1998 kolonia administracyjnie należała do województwa białostockiego.